# Clipper (Automarke)

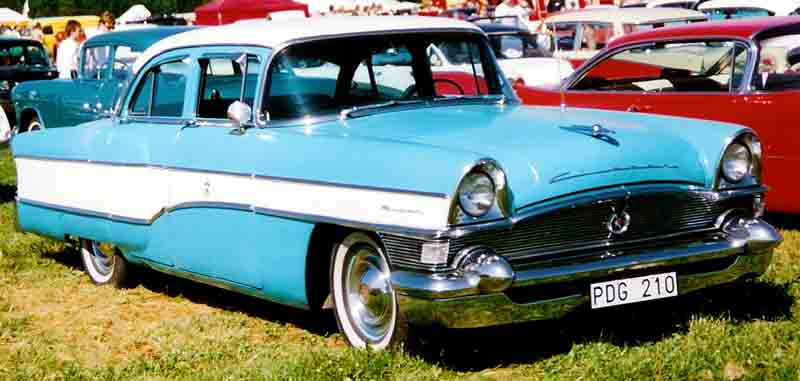
Clipper Super Touring Sedan Modell 5642 (1956)

Clipper war eine Zweitmarke des amerikanischen Automobilherstellers Studebaker-Packard Corporation, die nur im Modelljahr 1956 angeboten wurde. Die Wagen waren bis dahin als Packard Clipper verkauft worden und sollten das Segment der amerikanischen Mittelklassewagen bedienen wie zum Beispiel auch Dodge, Oldsmobile und Mercury.

## Beschreibung
Die Packard und Clipper der Jahrgänge 1955 und 1956 gehören zu den innovativsten Fahrzeugen ihrer Zeit. Obwohl Kostengründe kein vollständig neues Chassis zuließen und auch die Karosseriestruktur von 1951 ein letztes Mal verwendet werden musste, strotzen diese Automobile nur so von technischen Neuerungen. Packard hat auch nie „billige“ Autos hergestellt. So hatte bereits das Einsteigermodell Clipper Deluxe ein Preisschild, das es in die Region eines Jaguar Mk I oder Mercedes-Benz 220 hob. Wer sich gar einen Packard Caribbean leisten konnte, der bewegte sich in einer Preisregion, in der durchaus auch ein Rolls-Royce oder ein Bentley zu haben waren.
Erstmals tauchte der Name Clipper bei Packard 1941 für einen im Design wegweisenden Sedan der oberen Mittelklasse auf. Später versuchte James Nance, seit 1952 Präsident von Packard und später Studebaker-Packard, den Namen Clipper als eigene Marke abzuspalten und Packard wieder als reinen Luxusautomobilhersteller zu etablieren. Deshalb wurde für das Modelljahr 1956 Clipper als eigenständige Marke eingeführt, indem man eine separate Packard-Clipper Division innerhalb der Studebaker-Packard Corporation schuf. Packard-Händler wurden dazu verpflichtet, auf Franchise-Basis auch Clipper zu verkaufen. Darüber hinaus erlaubte man Studebaker-Händlern in Regionen, in denen es keine Packard-Händler gab, ebenfalls solche Franchise-Verträge zu unterzeichnen. Sie konnten dann ebenfalls andere Packard-Modelle verkaufen, soweit das Werk dies zuließ.
Diese Bemühungen begannen sich schon ab dem Modelljahr 1953 abzuzeichnen als der Modellname [Clipper] die bisherige Bezeichnung „200“ für die kleinere Baureihe ersetzte. Ab 1954 erhielten Clipper zunehmend eigenständige Design-Elemente um sie auch optisch von den sogenannten „Senior“-Modellen abzugrenzen. So bekamen Packard Clipper eine eigene Chromausstattung und andere Kotflügel samt Rückleuchten. Als Packard 1955 ein völlig überarbeitetes Modell einführte, behielt der Clipper diese Kotflügel und bekam eine eigene Zweifarbenlackierung, die erstmals über ein anders lackiertes Dach hinausging. Während des Modelljahrs wurde die Farbtrennung ergänzt, weil sich gezeigt hatte, dass der preislich etwas unterhalb des Packard Clipper angesiedelte Pontiac eine sehr ähnliche Farbtrennung erhalten hatte.
1956, als eigenständige Marke, bekam Clipper nicht nur einen eigenen Werbeslogan („Skipper The Clipper“), sondern auch ein eigenes Logo. Es stellte ein Schiffssteuerrad dar und prangte stolz mitten im Kühlergrill, auf dem Kofferraumdeckel, auf der C-Säule der Super- und Custom-Modelle und innen sowohl auf der Lenkradnabe wie auch am Armaturenbrett (dort samt Modellbezeichnung).

### Technik
Der Clipper war eine etwas kleinere Ausgabe des Packard und wie dieser durch und durch ein Qualitätsautomobil. Nachdem für 1955 ein wahres Feuerwerk an technischen Innovationen losgetreten worden war, wurden diese für 1956 verfeinert.
Der erst gerade für die großen Modelle eingeführte V8-Motor mit 352 cubic inches Hubraum (5801 cm³) und oben hängenden Ventilen (ohv) genügte dem Management bereits nicht mehr. Ein noch größeres Triebwerk mit 374 cubic inch (6130 cm³) und 290 resp. 310 HP Leistung wurde 1956 eingeführt. Somit übernahm der Clipper den 352er-Motor, den der Clipper Custom allerdings schon 1955 erhalten hatte. Der 320 cubic-inch-V8 (5245 cm³) von 1955 wurde auch für externe Kunden wie AMC (Nash und Hudson) vom 352 abgelöst, der in dieser Form allerdings nur 220 bhp @ 4600/min (164 kW) lieferte.
Kritiker beschieden Packard und Clipper auch 1956 überragende Fahrleistungen und ein überdurchschnittliches Fahrverhalten. Dieses war weitgehend auf die Torsion-Level Ride genannte Radaufhängung mittels Drehstäben zurückzuführen. Diese Federung war 1955 eingeführt worden und serienmäßig für alle Packard und den Packard Clipper Custom. 1956 gehörte sie zur Grundausstattung aller Packard und Clipper, einzig beim preiswertesten Modell, dem Clipper Deluxe, wurde auf Wunsch und kostenlos eine konventionelle Federung geliefert, wahrscheinlich um 1955er Lagerteile abzubauen.
Auch „Twin Ultramatic“, die hauseigene Automatik (mit der Fremdkunden wie AMC nicht werben durften) war weiter verfeinert worden. Sie besaß bereits zwei Fahrbereiche mit unterschiedlicher Abstufung wirkte im Prinzip wie ein Getriebe mit Sport- und Economy-Bereich. Neu war für dieses Getriebe eine elektrische Drucktastenbedienung als Option zu 56 Dollar erhältlich.
Erstmals in der US-industrie war auch eine Hinterachse mit Sperrdifferential von Dana-Spicer erhältlich. Allerdings mussten wegen dieser Achse erstmals in der Geschichte der Marke Packard Automobile zurückgerufen werden. Betroffen davon waren auch Clipper.

### Design
Den Designern unter Richard Teague (der schon die gründliche optische Auffrischung 1955 verantwortet hatte) gelang es wiederum, bei einem Höchstmaß an gemeinsamen Teilen markante optische Unterschiede zwischen Packard und Clipper herauszuarbeiten. So wurden zwar neben Motorhauben, neuen, bulligeren Kofferraumdeckeln, Dächern, Türen usw. auch die gleichen Stoßstangen vorne und hinten verwendet. Wie schon im Vorjahr hatten aber Clipper einen Kühlergrill mit Chromstäben (die jetzt horizontal statt vertikal angeordnet waren), während er beim Packard aus einem mit einem eloxierten Alugitter hinterlegten, groben Karomuster aus Chrom bestand (ähnlich wie im Vorjahr). Neu deckte das Gitter auch die Öffnung unter der Stoßstange ab. Schon früh im Modelljahr wurde das silbern eloxierte Gitter übrigens durch ein gold-eloxiertes ersetzt. Clipper hatten zudem eine einfache, verchromte Lampeneinfassung. Beim Packard bestand diese aus einem Chromrahmen und einem lackierten Zierblech dahinter. Clipper erhielten auch eine eigene Kühlerfigur, die aus einem Speer bestand, der eine Kugel durchstieß.
Unterschiedlich waren auch die vorderen und die hinteren Kotflügel. Dem Clipper fehlten vorne die weit vorgezogenen „Dächer“ über den Scheinwerfern (in der Praxis kein Nachteil, waren sie doch auch bei leichten Kollisionen sehr exponiert) und hinten ergab sich schon wegen des kürzeren Radstandes (127 Zoll beim Packard und 122 beim Clipper) eine andere Form. Während aber beim Packard eine nur leicht modifizierte Version der 55er „Cathedral“-Rückleuchten verwendet wurde, erhielt der Clipper völlig neue, länglich geschwungene Einheiten.
Endlich gelöst waren die Fertigungsprobleme mit der Karosserie. Sie waren durch einen übereilten Bezug des neuen und eigentlich zu kleinen Karosseriewerks an der Conner Avenue aufgetreten und hatten zu Kundenbeanstandungen geführt. Die engen Platzverhältnisse verhinderten auch, dass Packard oder Clipper die dringend benötigte Kombiversion nachschieben konnte.

### Modelle
Die Modellpalette des neuen Clipper blieb unverändert. Wiederum gab es einen Deluxe „Touring Sedan“ als Preisbrecher. Es folgte die identisch motorisierte Super-Reihe mit ebenfalls einem Touring Sedan und einem zweitürigen Hardtop. An der Spitze der Marke stand der Custom, der ebenfalls in diesen beiden Versionen erhältlich war. Die zuvor für die Hardtops verwendeten Zusatznamen Panama in der Super-Baureihe und Constellation in der Custom-Baureihe wurden ersatzlos gestrichen, obwohl sie hin und wieder inoffiziell verwendet werden.
Zum leichten Face-lift, das wie bei den meisten US-Herstellern jährlich erfolgte, gehörte eine neue Farbtrennung für die Super- und Custom-Modelle. Nun umfasste die zweite Farbe das Dach und einen Streifen an der Flanke, der oben völlig gerade von der Front zum Heck führte, unten aber ab etwa Karosseriemitte in einem eleganten Bogen breiter wurde. Packard änderte wenig und führte nur die Alu-Applikation an der Flanke jetzt bis zum Heck.
Während sich Clipper Super und Custom äußerlich nur durch eine zusätzliche Chromleiste auf dem Schweller des Custom unterscheiden, weist der Deluxe Touring Sedan viele Eigenheiten auf. So ist sein Flankenchrom auf je einen vorderen Streifen beschränkt, der vom vorderen Karosserieende bis zur Mitte der vorderen Türe verläuft. Ein zweiter Chromstreifen beginnt in der Mitte der hinteren Tür und endet an der Rückfahrleuchte. Die C-Säule ist völlig eigenständig. Eine Zweifarbenlackierung beschränkte sich auf eine Alternativfarbe für das Dach.
Ein Kuriosum stellten die Raddeckel des Deluxe dar. Sie waren als einzige vom Vorjahresmodell übernommen worden und daher auch die einzigen der Clipper-Reihe, auf denen stolz PACKARD-CLIPPER zu lesen stand.

### Anpassungen im Modelljahr
Mitten im Modelljahr begannen die Händler sich zu beschweren, dass die Kunden diese Wagen nicht recht kauften, weil sie eigentlich Packards waren, dies aber nicht an irgendeiner Aufschrift zu erkennen wäre.
Nachdem Nance mit ansehen musste, wie viele seiner Händler zu Mercury wechselten, reagierte er auf zwei Seiten: Der Forderung, dass der Name Packard wieder irgendwo am Clipper auftauchen sollte, kam er widerstrebend nach und ließ einen Schriftzug rechts unten auf dem Kofferraumdeckel anbringen. Im Rahmen einer Inspektion wurde dieser Chrom-Schriftzug auf Wunsch auch nachträglich und kostenlos angebracht, sodass heute Clipper ohne ihn seltener sind als solche mit.
Vor allem aber führte Nance ein neues Modell ein: Den Packard Executive. Dieser ersetzte ab 15. März 1956 den bisherigen Clipper Custom, mit dem er technisch identisch war. Dieser einzige Packard auf 122-Zoll-Chassis hatte eine vollwertige Packard-Front und Packard-Logos überall da wo zuvor das Clipper-Steuerrad geprangt hatte. Der Streifen an der Seite wies nicht den Clipper-Schwung nach unten auf aber auch nicht die Metall-Applikation der großen Modelle. Das Heck war bis auf Logos und Schriften identisch mit dem des Clipper. Auch die Innenausstattung stammte fast komplett vom Clipper Custom. Außer den Erkennungszeichen erhielt der Executive das Packard-Armaturenbrett (mit Textilbezug aus Gold- statt Silberfäden und anderem Dekor) aber den neuen, nun blau hinterlegten Instrumenten des Clipper; beim Packard waren diese weiterhin weiß hinterlegt. Außerdem enthielt die Clipper-Instrumentierung Warnlichter statt Anzeigen für Öldruck und Temperatur. Preislich lag der Executive etwa US$ 200 über dem Clipper Custom, hatte aber auch eine umfassendere Grundausstattung.
Die Produktion des Modelljahrs 1956 endete für Packard wie für Clipper am 25. September. Zuvor war Studebaker-Packard vom Curtiss-Wright-Rüstungskonzern übernommen worden, wodurch der drohende Konkurs der ganzen Gruppe verhindert werden konnte. Die meisten Mitglieder des Managements, so auch James Nance und Richard Teague, verließen die Firma. Die Packard-Werke am East Grand Boulevard und die Karosserieabteilung an der Conner Avenue in Detroit wurden danach geschlossen. Während es aber einen neuen Packard für 1957 gab, wurde die Marke Clipper nicht mehr benötigt – Packard verkaufte jetzt selber ausschließlich im Clipper-Marktsegment. Die 1957er Packard basierten komplett auf dem Studebaker President Classic und liefen in der Studebaker-Fabrik in South Bend (Indiana) vom Band. Bei ihnen tauchte der Name Clipper wieder auf – allerdings nur als Modellbezeichnung aber komplett mit Schiffsteuerrad am Bug.
Die Rückleuchte des 1956er Clipper wurde sowohl für die Packard-Modelle 1957 wie 1958 aus South Bend verwendet, was den Studebaker-Designern einiges Kopfzerbrechen bereitet haben dürfte. Somit wurde ausgerechnet ein Bauteil, das sonst jährlich umgestylt wurde, zu einem der langlebigsten und zeugte noch von der Marke Clipper als diese längst erloschen war.

## 1956 Clipper und Packard mit 122-Zoll-Fahrgestell
| Serie | Modellbezeichnung | Modell-Nr. | Karosserie            | Produktion Stück | Listenpreis in US$ |
| ----- | ----------------- | ---------- | --------------------- | ---------------- | ------------------ |
| 5640  | Deluxe            | 5622       | Touring Sedan 4-türig | 5716             | 2731               |
| 5640  | Super             | 5642       | Touring Sedan 4-türig | 5173             | 2866               |
| 5640  | Super             | 5647       | Hardtop 2-türig       | 3999             | 2916               |
| 5660  | Custom            | 5662       | Touring Sedan 4-türig | 2219             | 3069               |
| 5660  | Custom            | 5667       | Hardtop 2-türig       | 1466             | 3164               |
| 5670  | Packard Executive | 5672       | Touring Sedan 4-türig | 1784             | 3465               |
| 5670  | Packard Executive | 5677       | Hardtop 2-türig       | 1031             | 3560               |

Das Modelljahr dauerte vom 3. November 1955 bis 25. Juni 1956, wobei der Clipper Custom am 15. März durch den Packard Executive ersetzt wurde. Die Gesamtproduktion belief sich auf 18572 Stück (ohne Exporte).
Allen Clipper und Packard Executive gemein ist der ohv-V8-Motor mit 352 cubic inches Hubraum (5801 cm³), der im Deluxe und Super 240 HP (SAE) bei 4600/min leistete. Custom und Executive hatten eine höher verdichtete Version dieses Triebwerks mit 275 HP (SAE) bei 4600/min.
Das Fahrgestell eines Clipper Custom wurde als Basis verwendet für den Show Car Packard Predictor, welche die geplante Design-Richtung für 1957 vorwegnehmen sollte.